# Nikola Vučević
Nikola Vučević (in montenegrino Никола Вучевић; Morges, 24 ottobre 1990) è un cestista montenegrino, che milita nella NBA con i Chicago Bulls.

## Biografia
È il figlio dell'ex cestista Borislav Vučević.

## Caratteristiche tecniche
Gioca come centro, è molto bravo nella metà campo offensiva, a giocare in post, a raccogliere rimbalzi e a segnare sia da 2 che da 3 punti. È abile nel passare palla e nel pick and roll. Vucevic è anche un discreto difensore, condizionato, però, da una ridotta mobilità ed esplosività verticale.

## Carriera

### Club

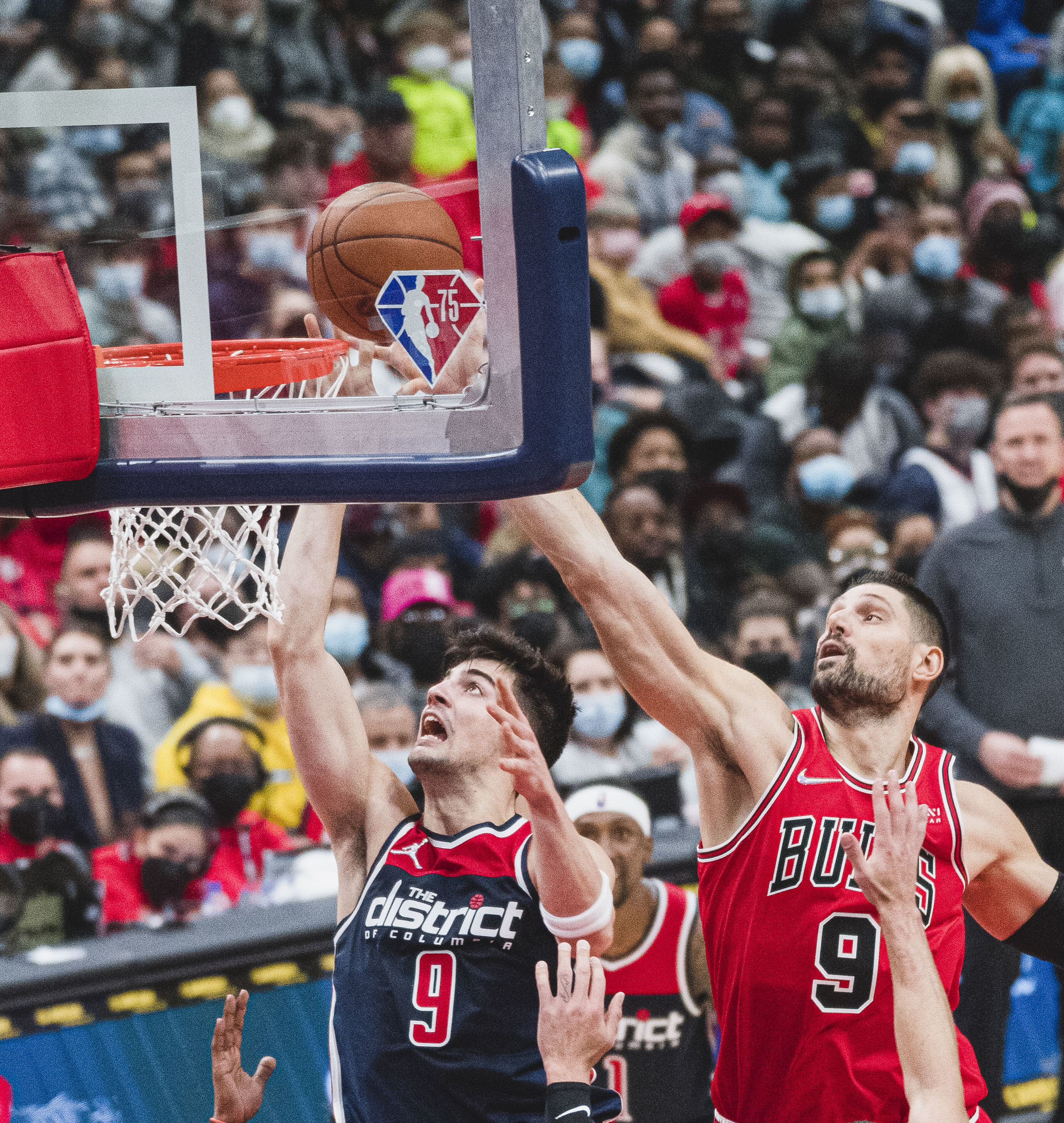
Vucevic con la maglia dei Bulls

È stato scelto al primo giro del Draft NBA 2011, come 16ª scelta dai Philadelphia 76ers.
Nell'estate 2012 passa agli Orlando Magic nell'ambito della trade che porta Dwight Howard ai Los Angeles Lakers.
Nel 2021 passa ai Chicago Bulls in una trade che comprende il suo compagno Al-Farouq Aminu per Wendell Carter e Otto Porter e due scelte del primo turno al draft 2021 e 2023.

### Nazionale
Nel 2009 ha giocato con la nazionale montenegrina all'Europeo di categoria.
Sempre nel 2009 ha debuttato in nazionale maggiore, mentre nel 2011 ha preso parte agli Europei in Lituania.
Ha successivamente disputato anche gli Europei 2013 e 2017 con la sua nazionale.

## Statistiche

### NCAA
| Anno      | Squadra     | PG | PT | MP   | TC%  | 3P%  | TL%  | RP   | AP  | PRP | SP  | PP   |
| --------- | ----------- | -- | -- | ---- | ---- | ---- | ---- | ---- | --- | --- | --- | ---- |
| 2008-2009 | USC Trojans | 23 | 3  | 11,9 | 57,8 | 0,0  | 87,5 | 2,7  | 0,3 | 0,4 | 0,4 | 2,6  |
| 2009-2010 | USC Trojans | 30 | 30 | 32,3 | 50,4 | 22,2 | 71,8 | 9,4  | 1,2 | 0,6 | 1,3 | 10,7 |
| 2010-2011 | USC Trojans | 34 | 34 | 34,9 | 50,5 | 34,9 | 75,5 | 10,3 | 1,6 | 0,5 | 1,4 | 17,1 |
| Carriera  | Carriera    | 87 | 67 | 27,9 | 50,9 | 30,3 | 74,6 | 8,0  | 1,1 | 0,5 | 1,1 | 11,1 |

#### Massimi in carriera
- Massimo di punti: 28 vs Washington (29 dicembre 2010)[9]
- Massimo di rimbalzi: 16 (2 volte)
- Massimo di assist: 5 (4 volte)
- Massimo di palle rubate: 4 vs California-Los Angeles (4 febbraio 2009)
- Massimo di stoppate: 6 vs Lehigh (23 dicembre 2010)
- Massimo di minuti giocati: 40 (5 volte)

### NBA

#### Regular Season
| Anno      | Squadra            | PG  | PT  | MP   | TC%  | 3P%  | TL%  | RP   | AP  | PRP | SP  | PP   |
| --------- | ------------------ | --- | --- | ---- | ---- | ---- | ---- | ---- | --- | --- | --- | ---- |
| 2011-2012 | Philadelphia 76ers | 51  | 15  | 15,9 | 45,0 | 37,5 | 52,9 | 4,8  | 0,6 | 0,4 | 0,7 | 5,5  |
| 2012-2013 | Orlando Magic      | 77  | 77  | 33,2 | 51,9 | 0,0  | 68,3 | 11,9 | 1,9 | 0,8 | 1,0 | 13,1 |
| 2013-2014 | Orlando Magic      | 57  | 57  | 31,8 | 50,7 | -    | 76,6 | 11,0 | 1,8 | 1,1 | 0,8 | 14,2 |
| 2014-2015 | Orlando Magic      | 74  | 74  | 34,2 | 52,3 | 33,3 | 75,2 | 10,9 | 2,0 | 0,7 | 0,7 | 19,3 |
| 2015-2016 | Orlando Magic      | 65  | 60  | 31,3 | 51,0 | 22,2 | 75,3 | 8,9  | 2,8 | 0,8 | 1,1 | 18,2 |
| 2016-2017 | Orlando Magic      | 75  | 55  | 28,8 | 46,8 | 30,7 | 66,9 | 10,4 | 2,8 | 1,0 | 1,0 | 14,6 |
| 2017-2018 | Orlando Magic      | 57  | 57  | 29,5 | 47,5 | 31,4 | 81,9 | 9,2  | 3,4 | 1,0 | 1,1 | 16,5 |
| 2018-2019 | Orlando Magic      | 80  | 80  | 31,4 | 51,8 | 36,4 | 78,9 | 12,0 | 3,8 | 1,0 | 1,1 | 20,8 |
| 2019-2020 | Orlando Magic      | 62  | 62  | 32,2 | 47,7 | 33,9 | 78,4 | 10,9 | 3,6 | 0,9 | 0,8 | 19,6 |
| 2020-2021 | Orlando Magic      | 44  | 44  | 34,1 | 48,0 | 40,6 | 82,7 | 11,8 | 3,8 | 1,0 | 0,6 | 24,5 |
| 2020-2021 | Chicago Bulls      | 26  | 26  | 32,6 | 47,1 | 38,8 | 87,0 | 11,5 | 3,9 | 0,9 | 0,8 | 21,5 |
| 2021-2022 | Chicago Bulls      | 73  | 73  | 33,1 | 47,3 | 31,4 | 76,0 | 11,0 | 3,2 | 1,0 | 1,0 | 17,6 |
| 2022-2023 | Chicago Bulls      | 82  | 82  | 33,5 | 52,0 | 34,9 | 83,5 | 11,0 | 3,2 | 0,7 | 0,7 | 17,6 |
| 2023-2024 | Chicago Bulls      | 76  | 74  | 34,3 | 48,4 | 29,4 | 82,2 | 10,5 | 3,3 | 0,7 | 0,8 | 18,0 |
| 2024-2025 | Chicago Bulls      | 73  | 72  | 31,2 | 53,0 | 40,2 | 80,5 | 10,1 | 3,5 | 0,8 | 0,7 | 18,5 |
| Carriera  | Carriera           | 972 | 908 | 31,4 | 49,7 | 34,8 | 77,0 | 10,5 | 2,9 | 0,8 | 0,9 | 17,2 |

#### Play-off
| Anno     | Squadra            | PG | PT | MP   | TC%  | 3P%  | TL%  | RP   | AP  | PRP | SP  | PP   |
| -------- | ------------------ | -- | -- | ---- | ---- | ---- | ---- | ---- | --- | --- | --- | ---- |
| 2012     | Philadelphia 76ers | 1  | 0  | 3,0  | 0,0  | -    | 50,0 | 1,0  | 0,0 | 0,0 | 0,0 | 1,0  |
| 2019     | Orlando Magic      | 5  | 5  | 29,4 | 36,2 | 23,1 | 78,6 | 8,0  | 3,0 | 0,4 | 1,0 | 11,2 |
| 2020     | Orlando Magic      | 5  | 5  | 37,0 | 50,5 | 40,9 | 90,9 | 11,0 | 4,0 | 0,8 | 0,6 | 28,0 |
| 2022     | Chicago Bulls      | 5  | 5  | 36,2 | 44,0 | 31,0 | 80,0 | 12,4 | 3,2 | 0,4 | 1,2 | 19,4 |
| Carriera | Carriera           | 16 | 15 | 32,3 | 44,8 | 34,3 | 81,3 | 9,9  | 3,2 | 0,5 | 0,9 | 18,4 |

#### Massimi in carriera
- Massimo di punti: 43 (2 volte)[10]
- Massimo di rimbalzi: 29 vs Miami Heat (31 dicembre 2012)
- Massimo assist: 12 vs Philadelphia 76ers (20 ottobre 2018)
- Massimo di palle rubate: 6 vs Portland Trail Blazers (20 dicembre 2019)
- Massimo di stoppate: 6 vs Charlotte Hornets (22 gennaio 2016)
- Massimo di minuti giocati: 47 vs Portland Trail Blazers (7 gennaio 2013)

## Palmarès
- Convocazioni all'All-Star Game: 2

2019, 2021
- 1 volta maggior numero di rimbalzi difensivi in stagione NBA
- Quarantaduesimo miglior rimbalzista di sempre NBA

## Record

### Record di franchigia
- Maggior numero di tiri segnati nella storia degli Orlando Magic: 4.490[11]
- Maggior numero di tiri tentati nella storia degli Orlando Magic: 9003
- Maggior numero di tiri da 2 punti segnati nella storia degli Orlando Magic: 4100
- Maggior numero di tiri da 2 punti tentati nella storia degli Orlando Magic: 7898